# Cristina Chiuso
Cristina Chiuso (ur. 25 grudnia 1973 w San Donà di Piave) – włoska pływaczka, specjalizująca się głównie w stylu dowolnym.
Dwukrotna wicemistrzyni Europy w sztafecie 4 × 100 m stylem dowolnym. 3-krotna wicemistrzyni Europy na krótkim basenie. 6-krotna medalistka Uniwersjad.
4-krotna uczestniczka Igrzysk Olimpijskich z Barcelony (19. miejsce na 50 m stylem dowolnym), Sydney (19. miejsce na 50 m stylem dowolnym, 21. miejsce na 100 m stylem dowolnym i 8. miejsce w sztafecie 4 × 100 m stylem dowolnym), Aten (13. miejsce na 50 m stylem dowolnym, 10. miejsce w sztafecie 4 × 100 m stylem dowolnym i 14. miejsce) oraz Pekinu (34. miejsce na 50 m stylem dowolnym i 10. miejsce w sztafecie 4 × 100 m stylem dowolnym).
Odznaczona Orderem Zasługi Republiki Włoskiej - 25 lipca 2000 roku z inicjatywy prezydenta Włoch.